# Dwane Casey
Dwane Lyndon Casey (Indianapolis, 17 aprile 1957) è un allenatore di pallacanestro ed ex cestista statunitense, professionista nella NBA.

## Carriera

### Dallas Mavericks
All'inizio della stagione 2005-06, Casey ha ottenuto il suo primo lavoro come capo allenatore dei Minnesota Timberwolves, in sostituzione di Kevin McHale. Il record complessivo di Casey con la squadra era 53-69, ed è stato licenziato il 23 gennaio 2007, dopo solo una stagione e mezza con i Timberwolves. Al momento del suo licenziamento, i Timberwolves avevano 20-20, fu sostituito dall'assistente allenatore Randy Wittman, che andò 12-30 per il resto della stagione.
Durante la stagione NBA 2008-09 Casey è stato assistente allenatore per i Dallas Mavericks. Durante la stagione NBA 2009-10, i Mavericks hanno vinto un titolo di divisione. Nel 2011, i Mavericks hanno sconfitto i Miami Heat nelle finali NBA del 2011 e hanno vinto il loro primo campionato. LeBron James degli Heat avrebbe poi ammesso che gli schemi difensivi di Casey per Dallas lo hanno aiutato a migliorare ulteriormente il suo gioco dopo quella serie.

### Toronto Raptors
All'inizio di giugno 2011, i Toronto Raptors hanno deciso di non attivare l'opzione sul contratto di Jay Triano. Casey è stato nominato nuovo allenatore dei Raptors il 21 giugno e durerà fino alla stagione 2013-2014.
Le prime due stagioni di Casey con i Raptors hanno comportato poco o nessun successo. La squadra ha superato le aspettative nella prima stagione e ha ottenuto risultati inferiori nella seconda. La squadra non è riuscita a raggiungere i playoff in entrambe le stagioni. Durante la sua terza stagione con la squadra, è riuscita a stabilire un nuovo record di squadra per il maggior numero di vittorie in una stagione, un campionato di Atlantic Division e la sua prima apparizione nei playoff in sei anni.
Il 6 maggio 2014, un giorno dopo essere stati eliminati dai play-off, Casey e i Raptors hanno concordato una proroga del contratto di tre anni.
Il 1º novembre 2015, Casey ha superato il record di vittorie in franchigia di Sam Mitchell, ottenendo il suo 157° contro i Milwaukee Bucks con il punteggio di 106-87.
Il 18 marzo 2016, Casey è diventato il primo allenatore dei Raptors a raggiungere le 200 vittorie con la franchigia in una vittoria per 101-94 sugli Indiana Pacers, e dodici giorni dopo, in una vittoria per 105-97 sugli Atlanta Hawks, ha allenato i Raptors alla loro prima stagione di 50 vittorie nella storia della franchigia.
Il 1º maggio 2016, Casey ha allenato i Raptors alla loro prima vittoria in Gara 7 nella storia della franchigia con una vittoria per 89-84 sugli Indiana Pacers nel primo turno dei Play-off NBA del 2016 e il 15 maggio ha allenato i Raptors al loro primo apparizione nelle finali della Eastern Conference nella storia della franchigia con una vittoria per 116-89 sui Miami Heat nel secondo turno dei playoff, dove caddero contro i futuri campioni NBA dei Cleveland Cavaliers in sei partite. Il 7 giugno, ha concordato con i Raptors una proroga del contratto.
Il 28 gennaio 2018, Casey è diventato il primo allenatore nella storia dei Raptors ad essere selezionato per l'NBA All-Star Game. L'11 febbraio 2018, ha celebrato la sua 300ª vittoria come allenatore dei Raptors. I Raptors di Casey hanno stabilito record di franchigia per vittorie e punti nella stagione regolare, finendo primi nella Eastern Conference. Nei playoff, i Raptors hanno sconfitto i Washington Wizards in sei partite e sono stati poi travolti in quattro partite dai Cleveland Cavaliers guidati da LeBron James. L'11 maggio 2018, Casey è stato licenziato come capo allenatore dei Raptors, poco dopo essere stato nominato NBCA Coach of the Year. È stato nominato allenatore dell'anno NBA agli NBA Awards 2018.

### Detroit Pistons
L'11 giugno 2018, Casey è stato nominato capo allenatore dei Detroit Pistons, accettando un accordo quinquennale. Il 14 novembre 2018, Casey è tornato alla Scotiabank Arena per la prima volta da quando è stato licenziato dai Toronto Raptors, allenando i Pistons a una vittoria per 106-104 sulla sua ex squadra. Nei playoff, i Pistons sono stati spazzati via al primo turno mentre l'ex squadra di Casey, i Raptors, ha vinto le finali NBA contro i Golden State Warriors.

## Statistiche

### Allenatore
| Stagione | Squadra            | Regular Season | Regular Season | Regular Season | Regular Season | Regular Season           | Post Season                                                 |
| Stagione | Squadra            | V              | P              | % V            | G              | Posizione finale         | Post Season                                                 |
| -------- | ------------------ | -------------- | -------------- | -------------- | -------------- | ------------------------ | ----------------------------------------------------------- |
| 2005-06  | Minnesota T'wolves | 33             | 49             | 40,2           | 82             | 3º in Northwest Division | Manca i play-off                                            |
| 2006-07  | Minnesota T'wolves | 20             | 20             | 50,0           | 40             | -                        | -                                                           |
| 2011-12  | Toronto Raptors    | 23             | 43             | 34,8           | 66             | 4º in Atlantic Division  | Manca i play-off                                            |
| 2012-13  | Toronto Raptors    | 34             | 48             | 41,5           | 82             | 5º in Atlantic Division  | Manca i play-off                                            |
| 2013-14  | Toronto Raptors    | 48             | 34             | 58,5           | 82             | 1º in Atlantic Division  | Sconfitto al Primo Round dai Nets (3-4)                     |
| 2014-15  | Toronto Raptors    | 49             | 33             | 59,8           | 82             | 1º in Atlantic Division  | Sconfitto al Primo Round dagli Wizards (0-4)                |
| 2015-16  | Toronto Raptors    | 56             | 26             | 68,3           | 82             | 1º in Atlantic Division  | Sconfitto alle Finali di Conference dai Cavaliers (2-4)     |
| 2016-17  | Toronto Raptors    | 51             | 31             | 62,2           | 82             | 2º in Atlantic Division  | Sconfitto alle Semifinali di Conference dai Cavaliers (0-4) |
| 2017-18  | Toronto Raptors    | 59             | 23             | 72,0           | 82             | 1º in Atlantic Division  | Sconfitto alle Semifinali di Conference dai Cavaliers (0-4) |
| 2018-19  | Detroit Pistons    | 41             | 41             | 50,0           | 82             | 3º in Central Division   | Sconfitto al Primo Round dai Bucks (0-4)                    |
| 2019-20  | Detroit Pistons    | 20             | 46             | 30,3           | 66             | 4º in Central Division   | Manca i play-off                                            |
| 2020-21  | Detroit Pistons    | 20             | 52             | 27,8           | 72             | 5º in Central Division   | Manca i play-off                                            |
| 2021-22  | Detroit Pistons    | 23             | 59             | 28,0           | 82             | 5º in Central Division   | Manca i play-off                                            |
| 2022-23  | Detroit Pistons    | 17             | 65             | 20,7           | 82             | 5º in Central Division   | Manca i play-off                                            |
|          | Carriera           | 494            | 570            | 46,4           | 1064           |                          |                                                             |

## Palmarès

### Giocatore
- Campione NCAA (1978)

### Allenatore
- Allenatore all'NBA All-Star Game (2018)[1]
- Allenatore dell’anno: 1

2018